# Du9
du9 est un site web consacré à la bande dessinée alternative.

## Première version
Dans un premier temps, du9 est un fanzine papier qui est publié pour la première fois en février 1995. Il est composé de chroniques et d'entretiens. La totalité du contenu (ainsi que les couvertures) est réalisée par Jessie Bi. Après onze numéros le fanzine s'arrête.

## Seconde version
La migration du papier vers Internet se fait sous l'égide de Gregory Trowbridge, le site devenant alors un collectif de lecteurs pour une première formule mensuelle qui naît le 8 mai 1997. En septembre 2005, une nouvelle formule sur un rythme hebdomadaire se met en place avec désormais Xavier Guilbert aux commandes. Le site se veut dès le début un pendant alternatif aux divers sites consacrés aux bandes dessinées dites « mainstream ». Privilégiant les longs textes aux brèves, il fait le choix de défendre les bandes dessinées alternatives, volonté affichée dès le slogan : « l'autre bande dessinée ». Par ailleurs, en faisant le choix d'une mise à jour de trois articles tous les vendredis, du9 veut aussi se poser en dehors de l'actualité et de son immédiateté, même si quelques articles (principalement les « humeurs ») sont marqués dans le temps.
L'équipe de rédacteurs est nombreuse et leur implication varie au fil des ans. On les retrouve souvent au sommaire de différentes revues spécialisées telles Neuvième Art, Jade, Comix Club, Manga 10 000 images, etc. Cependant, ces dernières étant souvent à faibles tirages et de plus en plus rares (peu de titres de critique de bande dessinée rencontrant du succès), du9 s'est imposé peu à peu comme la référence pour la bande dessinée alternative sur le web. On y retrouve des contributions de Xavier Guilbert, Jessie Bi, David Turgeon, Christian Rosset, Maël Rannou, Julie Delporte, Appollo, etc.

## Structure
Les textes se répartissent en quatre grandes catégories :
- Les Chroniques : critiques d'albums ou de séries, du9 a la particularité de ne pas considérer la date de sortie des ouvrages comme importante et ne s'attache pas forcément à suivre l'actualité. Les chroniques se veulent être autre chose que des recensions, et donc être plus pointues que ce qui se trouve habituellement dans la critique de bande dessinée en ligne.
- Les Entretiens : autre élément classique d'un site de critiques, les entretiens sont généralement assez longs et donnent la paroles à de jeunes auteurs comme à des professionnels mondialement reconnus. On y retrouve aussi l'intégralité des entretiens publiés dans la revue L'Indispensable entre 1998 et 2000.
- Les Dossiers : parfois décomposés en plusieurs parties, les dossiers abordent de manière suivie et approfondie une thématique X ou Y. Là aussi la liberté est laissée aux auteurs et on peut trouver une exploration de l'œuvre de Raymond Macherot comme une synthèse d'un travail universitaire sur la bande dessinée interactive.
- Les Humeurs : prises de positions d'un auteur, parfois polémiques, les humeurs sont les seules parties du site qui répondent parfois à une actualité directe. Dans cette catégorie, on retrouve fréquemment les « Vues éphémères » de Xavier Guilbert, qui analysent divers éléments du microcosme.